# Älvravinerna
Älvravinerna är ett kommunalt naturreservat i Borlänge kommun i Dalarnas län.
Området är naturskyddat sedan 1999 och är 37 hektar stort. Reservatet omfattar de eroderade strandområdena till Dalälven mellan Bullerforsen och Domnarvsbron och består av lummiga lövskogsbestånd.